# J. D. Vance
James David Vance (rodným jménem James Donald Bowman, * 2. srpna 1984 Middletown, Ohio) je americký republikánský politik a spisovatel, od ledna 2025 viceprezident Spojených států amerických sloužící ve vládě prezidenta Donalda Trumpa. V letech 2023 až 2025 zasedal v Senátu USA za Ohio. Stal se prvním viceprezidentem z generace mileniálů a ve 40 letech třetím nejmladším v americké historii po Breckinridgeovi a Nixonovi.

## Raný život a vzdělání
Narodil se v malém městě Middletown mezi Cincinnati a Daytonem v Ohiu jako syn Beverly Carol (rozené Vance, * 1961) a Donalda Raye Bowmanových (1959–2023). Je skotsko-irského původu. Jeho původní jméno bylo James Donald Bowman po otci Donaldu Rayi Bowmanovi. Brzy po jeho narození se rodiče rozvedli. Krátce poté byl adoptován třetím manželem své matky, Bobem Hamelem. Se sestrou Lindsey byli převážně vychováni prarodiči Jamesem (1929–1997) a Bonnie (rozenou Blanton; 1933–2005) Vanceovými, které nazývali „papá“ a „mamá“. Příjmení Vance převzal v dospělosti po svém dědovi.
Vyrůstal ve fundamentalistickém evangelikálním prostředí, v dospělosti si dle vlastních slov prošel ateistickým obdobím a ke katolicismu konvertoval v roce 2019.
Po ukončení střední školy vstoupil v roce 2003 do Námořní pěchoty, kde čtyři roky sloužil na nebojové pozici. Poté studoval na Ohijské státní univerzitě, kterou absolvoval v roce 2009. Následně v roce 2013 absolvoval právnickou fakultu Yaleovy univerzity.

## Politická kariéra

### 2023–2025: Senátor
V roce 2022 vyhrál republikánské primárky a kandidoval do amerického Senátu za Ohio. Ve volbách se ziskem 53 % hlasů porazil kandidáta Demokratické strany, kongresmana Tima Ryana, a stal se tak senátorem.
Dne 10. ledna 2025 na funkci rezignoval jako zvolený viceprezident. Guvernér Ohia Mike DeWine na uprázdněné místo jmenoval Jona Husteda, který složil přísahu 21. ledna 2025. 

### 2024: Viceprezidentská kandidatura
Na republikánském volebním sjezdu v Milwaukee si jej 16. července 2024 vybral prezidentský kandidát Donald Trump za spolukandidáta na post viceprezidenta do listopadových prezidentských voleb 2024.
Dne 1. října 2024 se zúčastnil společně s kandidátem demokratické strany guvernérem Minnesoty Timem Walzem televizní debaty pořádané CBS News. Ve volbách společně s Donaldem Trumpem vyhráli nad americkou viceprezidentkou Kamalou Harrisovou a Timem Walzem. 

### Od 2025: Viceprezident
Viceprezidentem Spojených států se stal složením slibu 20. ledna 2025 krátce před slibem prezidenta Donalda Trumpa. Po Bidenovi se stal druhým římským katolíkem v tomto úřadu.
Dne 28. února 2025 došlo během setkání v Bílém domě k hádce ukrajinského prezidenta Volodymyra Zelenského s Vancem a americkým prezidentem Trumpem. Během schůzky Vance prvních 40 minut většinou mlčel, ale pak odpověděl na otázku o Trumpově vztahu s ruským prezidentem Vladimirem Putinem a prohlásil, že „Cesta k míru a cesta k prosperitě je možná zapojením se do diplomacie...“ Zelenskyj mu odpověděl, že Putin nedodržel dohodu o příměří z Minsku a další dohody, a zeptal se Vanceho: „O jaké diplomacii, J. D., mluvíte?“ Rozhovor se poté stal nepřátelským; Vance odpověděl, že diskutuje o „diplomacii, která ukončí zkázu“ Ukrajiny, a Zelenskému řekl: „Je od vás neuctivé přijít do Oválné pracovny a pokoušet se to řešit před americkými médii… nutíte brance do předních linií, protože máte problémy s lidskou silou. Měli byste poděkovat prezidentovi za snahu ukončit tento konflikt“. Zelenskyj se Vanceho zeptal: „Byl jste někdy na Ukrajině, abyste viděl, jaké máme problémy? Přijďte jednou.“ Vance odpověděl, že zná problémy Ukrajiny z doslechu, a ví, že ukrajinská vláda bere návštěvníky na „propagandistickou tour“, a znovu se Zelenského zeptal na nedostatek lidí v ukrajinské armádě. 
Do rozhovoru se následně zapojil Trump, který se přidal na stranu Vanceho. Kvůli hádce v Bílém domě bylo setkání předčasně ukončeno a nedošlo k podepsání americko-ukrajinské dohody o ukrajinských nerostných surovinách.

## Politické postoje
V roce 2024 prohlásil, že udělal chybu, když v roce 2003 podporoval americkou invazi do Iráku. Podle svých slov si později uvědomil, že byl obelhán americkými představiteli.
Vance je označován za izolacionistu, ale je stoupencem Izraele. Za nejvážnější hrozbu pro americkou národní bezpečnost považuje Čínu. Na Mnichovské bezpečnostní konferenci v roce 2024 Vance prohlásil, že Spojené státy nechtějí vystoupit ze Severoatlantické aliance, ale měly by se zaměřit na Východní Asii, zatímco evropské členské státy NATO by měly víc investovat do vlastní obrany.
Býval ostrým kritikem prezidenta Donalda Trumpa. Ve volebním boji roku 2022 však vyhledal jeho podporu. Postavil se proti americké pomoci Ukrajině v dalším průběhu rusko-ukrajinské války. V prosinci 2023 prohlásil, že je „v zájmu Spojených států uznat, že Ukrajina bude muset odstoupit nějaké území Rusům“. Byl kritizován za výrok, že „další finanční pomoc této zemi by ukrajinští ministři mohli použít na koupi jacht“.
V rozhovorech a prohlášeních v roce 2024 uvedl, že si nepřeje, aby Rusko dobylo Ukrajinu, ale podpořil by „zmrazení“ frontových linií přibližně tam „kde jsou právě teď“; Ukrajinu mimo NATO a její neutralitu; a poskytnutí „nějaké americké bezpečnostní pomoci v dlouhodobém horizontu.“ Vance a zvláštní vyslanec pro Ukrajinu Keith Kellogg uvedli, že pokračující dodávky zbraní na Ukrajinu a silně opevněná demilitarizovaná zóna by byly zárukou, aby Rusko nezahájilo další invazi.
Byl jedním z účastníků Aféry „Signalgate“, která v březnu roku 2025 odhalil závažné nedostatky v bezpečnosti komunikace v administrativě prezidenta Donalda Trumpa. V chatovací skupině aplikace Signal diskutovali o evropských spojencích a citlivých vojenských operacích, konkrétně o plánovaných útocích na Íránem podporované povstalce Hútie v Jemenu, a sdíleli podrobnosti o cílech, použitých zbraních a časech útoků.
V srpnu 2025 prezident Trump uvedl, že J. D. Vance odvádí dobrou práci a v jeho případné kandidatuře v amerických prezidentských volbách v roce 2028 by jej proto zřejmě podpořil.

## Soukromý život
V roce 2014 se oženil s Ushou Chilukuriovou (* 1986), s níž má tři děti. Oba vystudovali Yaleovu univerzitu. Její rodiče, rodilí Indové, Krish a Lakshmi Chilukuriovi jsou vědci, kteří se do USA přestěhovali z indického unijního státu Ándhrapradéš.
V roce 2016 vyšly paměti jeho rodiny s názvem Americká elegie, ve kterých byly popsány životní podmínky, mentalita a kultura tzv. horalů, převážně skotsko-irských obyvatel chudé oblasti na pomezí Rezavého pásu a Appalačského pohoří.

## Galerie

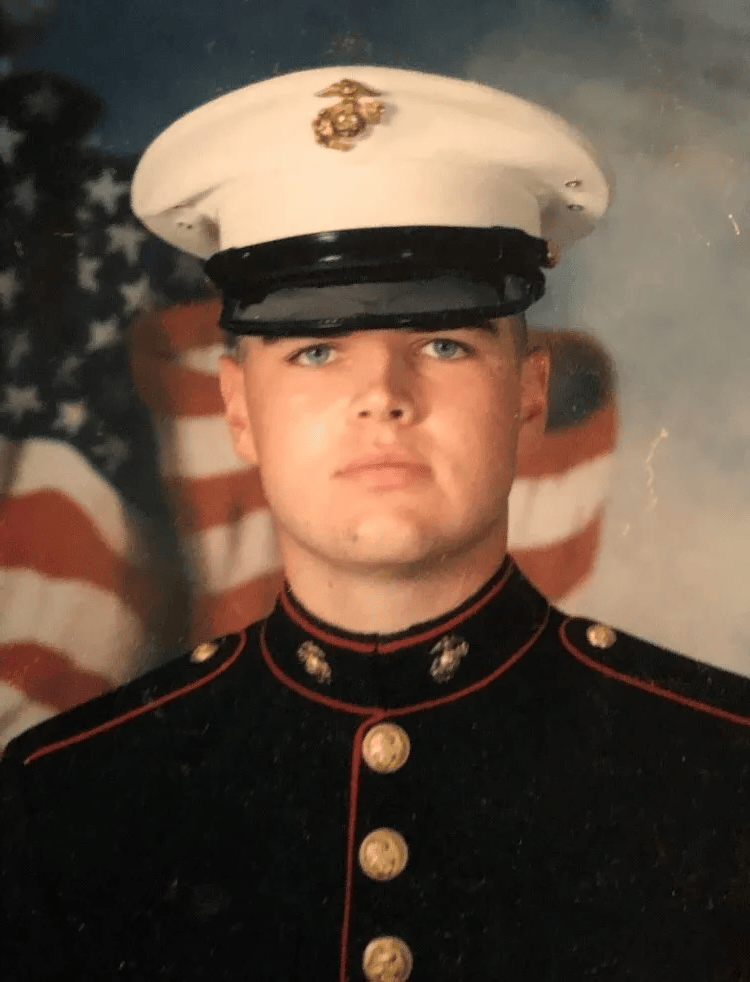
Vance jako voják Námořní pěchoty, 2003
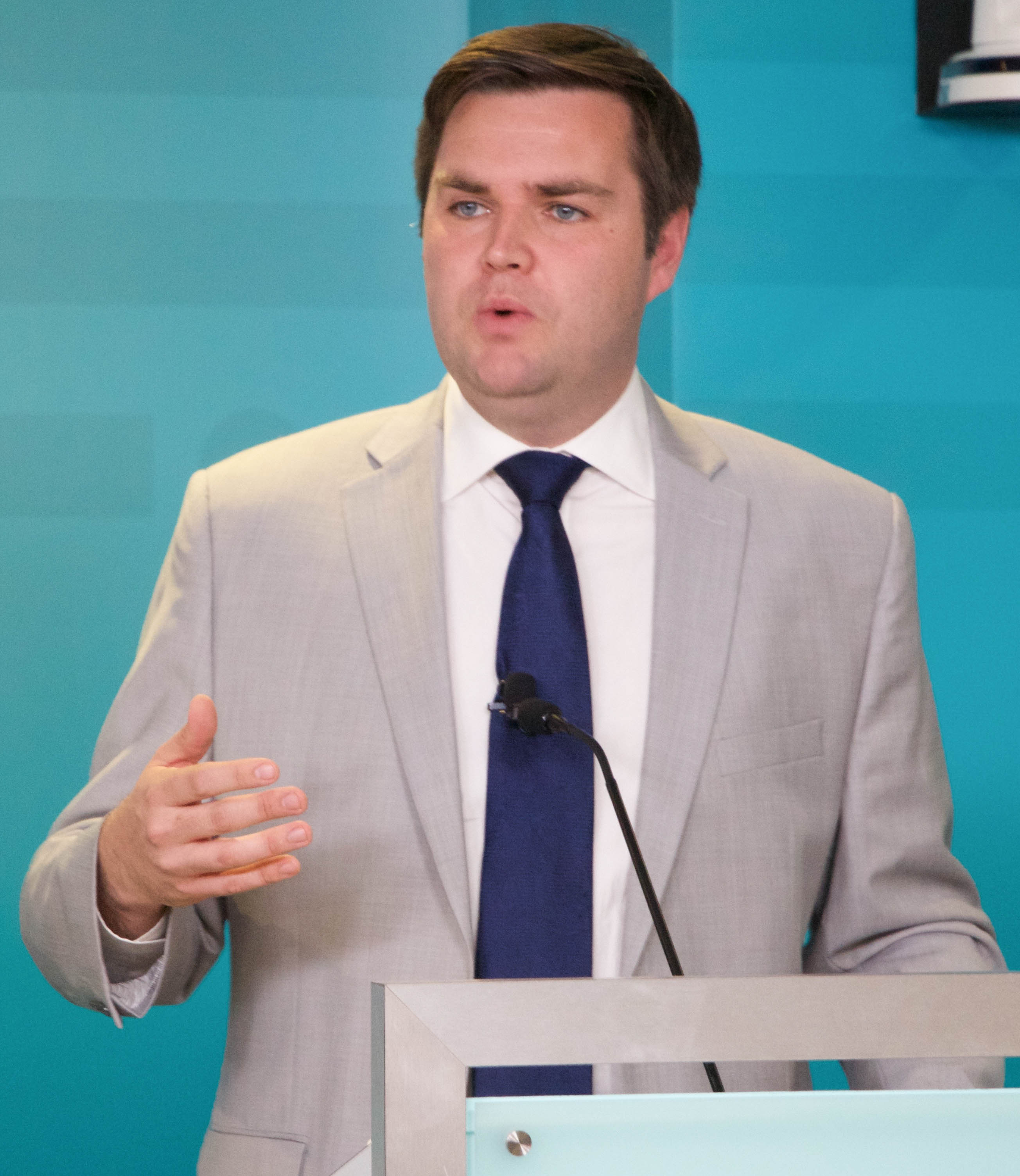
Vance, 2017
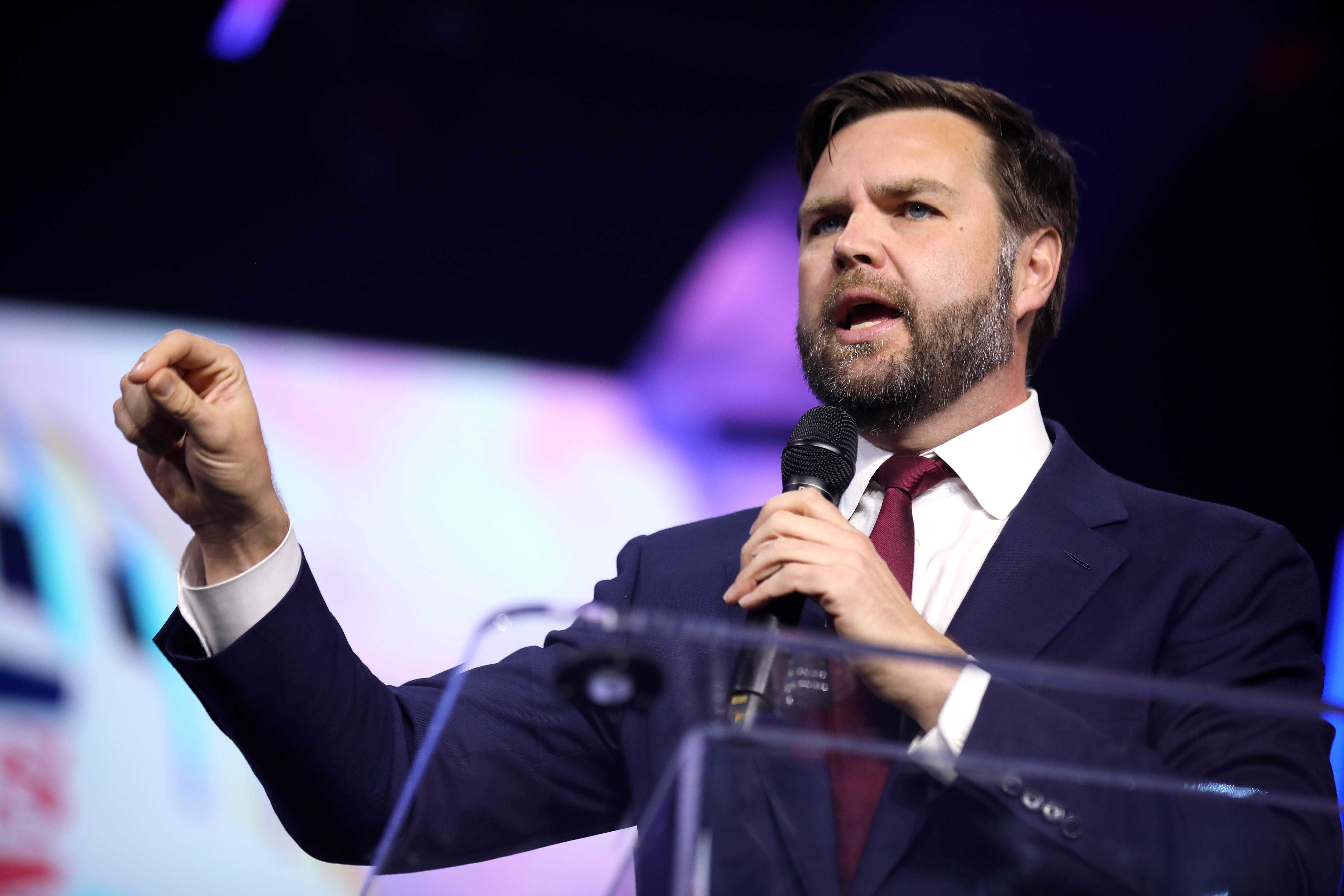
Vance při setkání s voliči v Detroitu, 2024
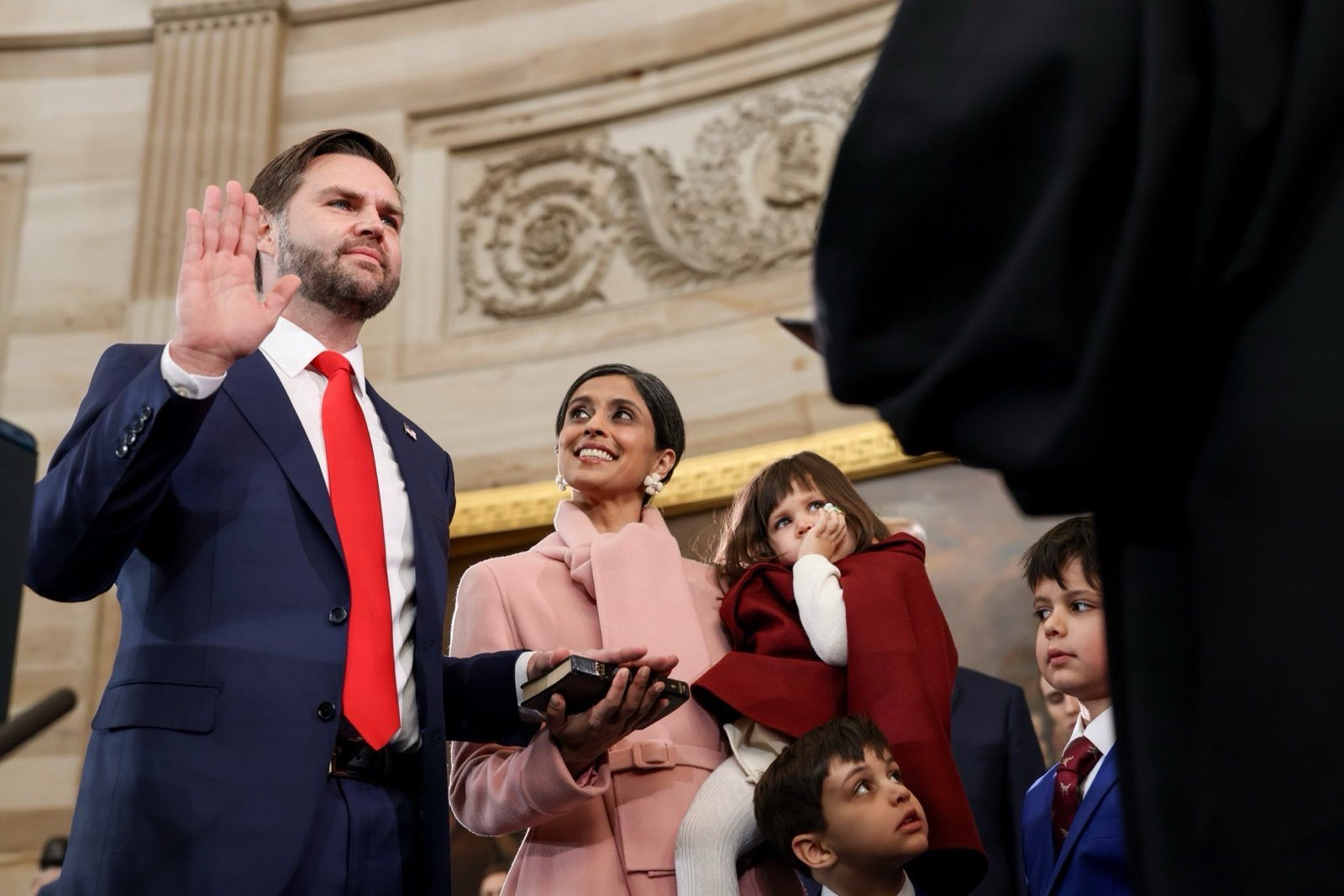
Vance s manželkou a dětmi při skládání slibu během inaugurace netradičně uvnitř Kapitolu, první takové od roku 1985
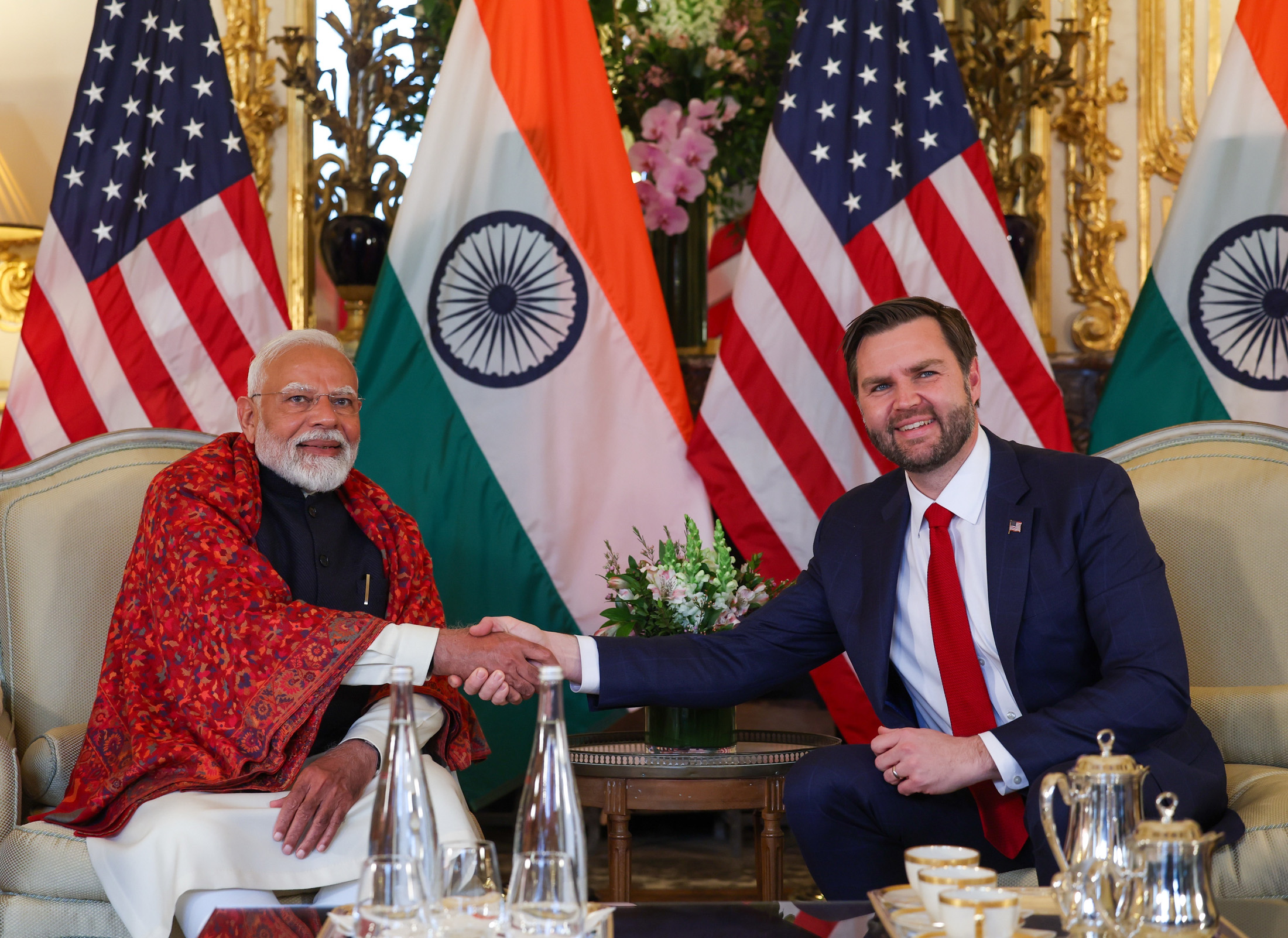
Vance a indický premiér Naréndra Módí, únor 2025

## Dílo
- VANCE, J. D. Americká elegie (původním názvem: Hillbilly Elegy). Překlad Miloš Calda. 1. vyd. Praha: Argo, 2018. 264 s. ISBN 978-80-257-2411-8.